# An Viễn
An Viễn is een xã in het district Trảng Bom van de Vietnamese provincie Đồng Nai. An Viễn ligt ongeveer 30 kilometer ten noordoosten van de provinciehoofdstad Biên Hòa, aan de oever van het meer Hồ Trị An.